# 鈴木裕之
鈴木 裕之（すずき ひろゆき、1989年6月23日 - ）は、日本のヨーヨーパフォーマー、ヨーヨーコンテスタント。現在、競技ヨーヨーの世界では最も競技人口が多いとされる1A部門で国内外問わず数々の主要な大会で優勝した実績を持ち、また独特かつ魅了的なプレイスタイルやパフォーマンス性などからヨーヨープレイヤー間での人気はもちろん、それ以外での人気も高い。それらの理由からヨーヨーの達人としてメディアに出演してヨーヨーのパフォーマンスを行う姿もしばしば見られる。また、アメリカのYoYoJam社から自身がデザインしたヨーヨーも発売されており、ヨーヨーでのギネス記録保持者でもある。現在は自身の立ち上げたヨーヨーブランドを経営している。

## 経歴
愛知県出身。小学校2年生の時にヨーヨーと出会い、2001年、小学校6年生で初めて世界大会に挑戦した。世界大会ではミッキーマウスマーチをBGMに演技を行ったことから、主に海外のファンからはミッキー（Mickey）と呼ばれることが多い。
2002年、中学1年で挑んだ世界大会で2位に入賞した事を機に米大手ヨーヨーメーカーのYoYoJam社とスポンサー契約をする。翌年には全国大会、アジア大会それぞれ初優勝を果たす。2004年は世界大会初優勝、アジア大会、全国大会両者では連覇を達成する。
愛知県立西尾高等学校時代にもヨーヨーを続け、2005年の全国大会は2位に終わったもののこの年の世界大会では再び1A部門で優勝。この年の世界大会の演技はアメリカ最大の動画共有サービスであるYouTubeに「Yo-yo God」というタイトルで投稿されており、再生回数が440万を突破し、同サイト内の数多くあるヨーヨーのフリースタイルの動画の中では最も多い再生回数とされる。
ヨーヨーのパフォーマンスで愛知淑徳大学コミュニケーション学部言語コミュニケーション学科に、一芸入試で合格している。海外でのパフォーマンスの際、現地で語学力の必要性を実感したことが進学の動機だった。大学では英語を専攻し、英語や中国語などの語学が堪能である。
現在、世界大会1A部門4度の優勝をはじめ、アジア大会7度、全国大会6度の優勝といった前人未到の記録を次々と打ち出している。また、2004年から現在に至るまで様々な国や地域（香港、台湾、中国、メキシコ、シンガポール、マレーシア、ニュージーランド、オーストラリア、ドイツ、アメリカ等）のヨーヨーの大会でパフォーマンスを行ったり、審査員を務めたりしている。
また、競技ヨーヨーブランド「sOMEThING」、新ブランド「FRESHTHINGS」の経営に力を入れている。
「FRESHTHINGS」では、フラグメントデザイン(藤原ヒロシ)、A BATHING APEなど世界的ファッションブランドとのコラボレーションや、ルイ・ヴィトンなどラグジュアリーブランドとのクリエーションでヨーヨー業界だけに留まらない活動を続けている。

## エピソード
- 元々はヨーヨーだけでなく縄跳びもやっていたが、妹の鈴木めぐみに縄跳びで完敗したため、ヨーヨーに専念することを決意した（後にめぐみは縄跳びでギネス記録を達成している）。
- 自宅には中学生の時点で700個以上、現在は約2000個のヨーヨーがある[4]。
- イーライ・ホップ（ヨーヨーを跳ね上げる技）を30秒間に何回行えるか、というギネス記録で2007年に中国のテレビ番組で62回という当時世界最高の記録を出したが、2009年に71回を日本のテレビ番組出演中に出し自己記録を大きく更新した[4]。71回のギネス記録を出した時に使用したヨーヨーは自身のシグネチャ・モデルであるPHENOMであると自身のブログで明かしている[5]。
- m-floのVERBALを尊敬する人にあげており、2010年のアジア大会と全国大会では競技中のBGMに、m-floが自身の楽曲を鈴木裕之のフリースタイル用に編集した「Sound Boy Thriller yoyo Edit」を使用し、両大会とも優勝した[6]。
- 2012年の世界大会では、m-flo (Taku Takahashi)からプレゼントされたオリジナル楽曲 「YoYo Drumstep」を競技中のBGMに使用し優勝した。

## 主な戦績

### 1A部門
| 大会/年            | 2001 | 2002 | 2003 | 2004 | 2005 | 2006 | 2007 | 2008 | 2009 | 2010 | 2011 | 2012 |
| ------------------ | ---- | ---- | ---- | ---- | ---- | ---- | ---- | ---- | ---- | ---- | ---- | ---- |
| 世界大会           | 9    | 2    | 3    | 1    | 1    | 1    | 2    | 2    | 2    | 2    | 4    | 1    |
| アジア大会         |      |      | 1    | 1    | 1    | 1    |      | 1    |      | 1    | 3    | 1    |
| JYYF全国大会       |      |      |      |      |      |      |      | 1    | 1    | 1    | 2    | 1    |
| JYCC全国大会       |      |      | 1    | 1    | 2    |      |      |      |      |      |      |      |
| UTYJ全国大会       |      | 3    |      |      |      |      |      |      |      |      |      |      |
| JYYA全国大会       | 3    |      |      |      |      |      |      |      |      |      |      |      |
| JYYF中部地区大会   |      |      |      |      |      |      | 1    | 2    | 1    | 1    | 1    | 1    |
| JYCC西日本地区大会 |      |      | 1    | 1    |      |      |      |      |      |      |      |      |
| JYCC中部地区大会   |      |      |      |      |      | 1    |      |      |      |      |      |      |
| UTYJ名古屋地区大会 | 2    | 1    |      |      |      |      |      |      |      |      |      |      |

### 2A部門
| 大会/年    | 2003 |
| ---------- | ---- |
| アジア大会 | 2    |

### 4A部門
| 大会/年    | 2004 | 2005 | 2006 |
| ---------- | ---- | ---- | ---- |
| アジア大会 | 4    | 5    | 5    |

## 鈴木裕之シグネチャ・モデルのヨーヨー
鈴木裕之によるシグネチャ・モデルのヨーヨーは以下の8種類が現在発売されている。
- YoYoJam社 Speeder（2003年12月発売）
- YoYoJam社 SpeedMaker（2004年6月発売）
- YoYoJam社 TRipLe JaM（2006年8月発売）
- YoYoJam社 meteor（2009年8月発売）
- YoYoJam社 PHENOM（2010年6月発売）
- YoYoJam社 PHENOMizm（2010年8月発売）
- YoYoJam社 Speeder 2（2011年6月発売）
- YoYoJam社 CHASER（2011年11月発売）

## 出演

### テレビ
- ZIP!（2012年7月13日）
- 大阪ほんわかテレビ（2012年2月12日）
- ドデスカ!（2012年2月10日）
- NHK教育テレビ「となりの子育て」（2010年7月31日）
- ジャイケルマクソン（2009年12月23日）
- 幸せの黄色い仔犬（2009年12月19日）
- 27時間テレビ（2008年7月26日）
- アッコにおまかせ!（2008年6月1日）
- なるほどプレゼンター!花咲かタイムズ（2008年5月17日）
- 関ジャニ∞のジャニ勉（2008年3月19日）
- FNNスーパーニュース（2008年2月29日）
- ハロモニ@（2008年2月10日）
- FNN東海テレビスーパーニュース（2008年1月24日）
- デニーロ!（2008年1月11日）
- うたばん（2007年7月19日）
- ズームイン!!サタデー（2004年8月28日）
- ぴーかんテレビ（2003年4月4日）

### ラジオ
- 小島一宏 モーニングあいランド（2008年1月2日）